# Morenosita
La morenosita es un mineral cuya fórmula química es NiSO4 · 7H2O.
Debe su nombre al farmacéutico y químico español Antonio Moreno Ruiz, de la Academia de Ciencias Naturales (1796-1852). Fue descrita por primera vez por Casars en 1851.
Otros nombre que recibe este mineral es epimillerita.

## Propiedades
La morenosita es un mineral verde esmeralda o blanco verdoso de brillo vítreo que cristaliza en el sistema ortorrómbico.
Es soluble en agua y se deshidrata al aire libre, transformándose en retgersita (NiSO4 · 6H2O).
Para evitar la pérdida del agua de hidratación debe ser conservado en un recipiente cerrado o en plástico.
Existe una serie completa entre morenosita y epsomita (MgSO4 · 7H2O).

## Morfología y formación
Aparece en forma de pequeños cristales, estalactitas o encostramientos.
Los cristales naturales presentan forma acicular y los cristales sintéticos son prismáticos.
Es un mineral secundario encontrado en la zona oxidada de depósitos minerales hidrotermales que contienen níquel, formado en solución acuosa a una temperatura inferior a 31,5 °C.

## Yacimientos
Los yacimientos de morenosita son bastante escasos.
El tipo nomenclatural se localiza en el Cabo Ortegal (La Coruña, España).
Otros yacimientos son los existentes en Alemania —en Horbach (Baden-Württemberg)—, en los Montes Metalíferos (República Checa) y en Perú —en Cerro de Pasco (Departamento de Pasco)— .